# Pensmarkt 1
Pensmarkt 1,3 (De voormalige C&A) is een winkelpand in de binnenstad van 's-Hertogenbosch. Het is een rijksmonument, en gelegen recht tegenover het stadhuis. Het pand werd in 1932 gebouwd in opdracht van modeketen C&A. Als architecten waren aangesteld W. Hopmans en K Bouman. Het winkelpand is opgetrokken in de stijl van het nieuwe bouwen met elementen van het expressionisme. Alle authentieke ornamenten zijn door verschillende gebruikers door de jaren verwijderd.
Circa 40 jaar heeft het dienst gedaan als C&A filiaal tot het verhuisde naar Markt 43. Daarna kreeg het verschillende gebruikers zoals Foxy Fashion en Perry Sport. In 2018 kreeg de begane grond een horeca bestemming. 

## Boterhal
Om de nieuwbouw in 1931 mogelijk te maken werd de boterhal uit 1850 en een paar aangrenzenden panden op deze locatie gesloopt. Behalve als functie van markthal voor boter was in dit pand van 1867 tot 1925 op de bovenverdiepingen het Provinciaal Genootschap van Kunsten en Wetenschappen in Noord-Brabant gevestigd. Het genootschap herbergde een collectie van antiek en oude kunst.  Door drie verdiepingen te bouwen op de bestaande boterhal werd huisvesting voor het genootschap mogelijk gemaakt. In 1925 werd het pand echter te klein voor de collectie, en verhuisde deze naar Oude Sint Jacobskerk in de Bethaniëstraat.

## zie ook
- Noordbrabants Museum